# Peter Fouché
Pour les articles homonymes, voir Fouché.
Peter Fouché, dit Pete Fouché, de son nom de guerre Hasta La Vista, né en 1974 ou 1975 à Bluewater Bay (en) (Afrique du Sud) et mort le 27 juin 2024 en Ukraine, est un charpentier et combattant volontaire britanno-sud-africain.
Au début de l'invasion de l'Ukraine par la Russie, il part en Ukraine et s'engage dans la défense du pays, rejoignant en janvier 2024 les forces armées de l'Ukraine. Il se consacre principalement à la médecine de combat et fonde en 2022 le projet Konstantin, une organisation humanitaire. 
Le 27 juin 2024, il est mortellement blessé au combat et son décès est annoncé quelques jours plus tard.

## Biographie

### Activités avant la guerre
Peter Fouché naît en 1974 ou 1975 en Afrique du Sud à Bluewater Bay (en), dans la province du Cap-Oriental, où il passe sa jeunesse. Très vite, il se découvre une passion pour les armes à feu, étant membre du club de tir de son établissement scolaire. Plus tard, il s'entraîne et devient tireur de précision au sein des forces spéciales de la police, la « Flying Squad », une unité d'élite chargée de répondre rapidement aux situations d'urgence, telles que des prises d'otages ou des meurtres.
Il émigre ensuite au Royaume-Uni, à Fulham, un quartier de l'ouest de Londres, et devient charpentier, travaillant dans le secteur de la construction. Il travaille par la suite comme chauffeur de taxi et coursier pour l'entreprise Addison Lee (en). Il est naturalisé et obtient la citoyenneté britannique en 2006.

### Engagement au combat en Ukraine
Après le début de l'invasion russe de l'Ukraine, en mars 2022, il décide de se rendre en Ukraine pour aider les forces armées ukrainiennes à résister à l'attaque russe. Il dit être motivé par son expérience passée, affirmant que le fait de voir des Ukrainiens se faire tuer a réactivé ses réflexes de policier. 
Il rejoint d'abord un convoi médical, organisé par des britanniques et composé de plusieurs ambulances chargées de matériel sanitaire en direction de l'oblast de Kiev. Il aide à construire un hôpital de campagne à Brovary. 
Il s'engage ensuite aux côtés des combattants volontaires internationaux et rejoint la défense territoriale, choisissant comme nom de guerre Hasta La Vista. Il fait partie du bataillon de l'Archange Saint-Michel en tant que tireur d'élite et médecin. Par la suite, il réalise des tâches d'entraînement et forme des combattants ukrainiens au maniement des armes et au combat rapproché, puis devient membre d'une unité d'élite opérant dans la région de Donetsk. Avec ses coéquipiers, il doit régulièrement se rendre derrière les lignes ennemies pour porter secours à des soldats blessés ou ramener leurs corps et leurs effets personnels ; son unité est d'abord envoyé pour faire face aux situations d'urgence, puis ils sont déployés sur le front de manière plus régulière, notamment dans le Donbass. Parmi ses camarades au sein de l'unité se trouve notamment un Tchétchène, venu combattre par envie de vengeance après que ses parents ont été tués lors de la seconde guerre de Tchétchénie.
Alors que la Russie a condamné à mort plusieurs combattants occidentaux capturés en Ukraine, les accusant de mercenariat, il « estime que [ces décisions] inciteront davantage de personnes à le rejoindre sur la ligne de front » et décide de repartir au front. Il ne craint pas non plus les poursuites au Royaume-Uni, qui visent les combattants à l'étranger, suivant le Foreign Enlistment Act.

### Lancement du projet Konstantin et poursuite des combats
Peter Fouché s'entraîne à la médecine de combat quelques mois après son arrivée en Ukraine et participe ensuite à l'évacuation et à la stabilisation des soldats ukrainiens blessés au combat. Il se sert notamment d'un local aménagé dans une maison qu'il a loué dans le Donbass, où il entrepose du matériel de premiers secours.  
En 2022, il fonde, avec la médecin militaire Tetyana Millard, le projet Konstantin, une organisation humanitaire ayant pour but d'évacuer les civils des zones de combat. Le projet évolue pour se tourner vers la fourniture de soins médicaux, aux civils comme aux soldats blessés. L'organisation devient finalement un appui technique aux forces armées ukrainiennes, fournissant des équipements personnels, des véhicules, des armes et des drones. Elle porte le nom de son « frère d'armes » durant les combats, Konstantin, tué durant la seconde bataille de Kherson par un tir de mortier. Selon son site Internet, l'organisation a permis d'évacuer 219 soldats ukrainiens depuis sa création. En 2023, elle est enregistrée officiellement comme association caritative et travaille en partenariat avec la 69th NAFO Sniffing Brigade, une initiative numérique visant à récolter de l'argent. Elle opère en octobre 2023 dans le secteur de Bakhmout. 
Le 10 octobre 2023, Tetyana Millard, surnommée « l'Ange de Bakhmout », meurt dans un accident de voiture, alors qu'elle était au volant d'un véhicule obtenu grâce aux dons et se dirigeait vers la ligne de front,. Cela pousse Fouché à rejoindre les forces armées ukrainiennes. En janvier 2024, il est engagé officiellement dans l'armée régulière et rejoint une brigade affectée aux opérations de combat, en tant que médecin de terrain. Il ne précise pas le nom de sa brigade pour des raisons de sécurité. Il réalise aussi des missions d'entraînement pour les soldats afin de les former à la lutte anti-drones.
En février, il réalise une vidéo dans laquelle il s'adresse aux gouvernements occidentaux, appelant à envoyer de l'aide militaire d'urgence à l'Ukraine pour l'aider à résister face aux assauts russes. il dénonce principalement le manque de munitions d'artillerie. 
En avril 2024, sa mère, âgée de 87 ans et vivant en Afrique du Sud, lui rend visite dans l'oblast de Kharkiv, après plus de deux ans sans le voir en personne. 

### Mort au combat
Le 27 juin 2024, il est grièvement blessé au combat lors d'affrontements avec les forces armées russes et meurt de ses blessures peu de temps après, selon la cofondatrice du projet Konstantin, Halyna Jouk, qui l'annonce dans un message vidéo. Il avait 49 ans. Il est mort à proximité de Tchassiv Iar, ville attaquée par la Russie à partir de l'été 2024.
Le 30 juin, sa mort est annoncée le même jour par les responsables du projet Konstantin et par l'organisation elle-même, dans une longue déclaration lui rendant hommage. Ils expriment leurs condoléances et leur tristesse et décrivent un homme qui « a vécu comme un héros et est mort comme un héros sur le champ de bataille ». De nombreuses personnes lui rendent hommage sur les réseaux sociaux.
Sa mort est confirmée par un porte-parole du bureau des Affaires étrangères et du Commonwealth qui affirme être en contact avec la famille de Peter Fouché.

## Vie privée
Peter Fouché a un fils, Nikola, et une fille, adolescente. Il précise que sa fille est la raison pour laquelle il combat en Ukraine, affirmant : « Quand j'ai vu des enfants se faire tuer dans ce pays… j'ai dit à ma famille que j'y allais ». Avant de partir pour l'Ukraine, sa famille tente de s'y opposer, mais ne parvient pas à l'empêcher de se porter volontaire.
Il se dit « très fortement connecté à Dieu ».